# Anastasia di Montfort
Anastasia di Montfort (Italia, 1274 circa – prima del 15 gennaio 1345) è stata una nobildonna italiana e ricca ereditiera. Era la figlia maggiore di Guido di Montfort, conte di Nola, figlio di Simone V di Montfort, VI conte di Leicester. Ha tenuto il titolo suo jure di contessa di Nola dopo la morte del padre nel 1291. Ha anche tenuto i titoli di Dame de Chailly e Dame de Longjumeau. Fu la moglie di Romano Orsini, senatore di Roma.

## Biografia
Anastasia nacque in Italia nel 1274 circa, figlia maggiore di Guido di Montfort, conte di Nola, e di Margherita Aldobrandeschi, contessa di Sovana e Pitigliano.
Il padre di Anastasia, Guido, fuggì dall'Inghilterra nel 1266 dopo essere fuggito dalla prigione, arrivando infine in Italia. Entrò al servizio di Carlo I d'Angiò, che lo nominò conte di Nola e vicario generale di Toscana. Il 10 agosto 1270 Guido sposò Margherita Aldobrandeschi a Viterbo. Nel 1271, suo padre fu scomunicato per aver ucciso suo cugino Enrico di Cornovaglia all'interno della chiesa di San Silvestro. In seguito, fu catturato dagli Aragonesi e morì in un carcere siciliano nel 1291.
Alla sua morte, Anastasia divenne suo jure contessa di Nola. Nel tentativo di mantenere le sue terre, la madre di Anastasia, Margherita, si sposò altre quattro volte dopo la morte di Guido. I suoi quattro mariti aggiuntivi furono: Orsello Orsini, Loffredo Caetani, suo cugino Guido Aldobrandeschi di Santa Fiora e Nello Pannocchieschi.
Anastasia morì in data ignota, avvenuta qualche tempo prima della morte di suo figlio maggiore, Roberto, il 15 gennaio 1345 in quanto le era succeduto come conte di Nola. Suo marito Romano morì nel 1327.

## Discendenza
L'8 giugno 1293 Anastasia sposò Romano Orsini (1268–1327), senatore di Roma e figlio di Gentile II Orsini, senatore di Roma e Claricia di Ruffo. Il matrimonio venne organizzato dal cardinale Napoleone Orsini, che era il tutore di sua madre. Anastasia, essendo la figlia maggiore ed erede di Margherita, portò infine alla famiglia Orsini le ricche eredità Aldobrandeschi e Sovana.
Insieme Romano e Anastasia ebbero:
- Roberto Orsini, conte di Nola (1295-15 gennaio 1345), sposò Sibilla del Balzo de Baux (1296-1375), figlia di Ugo del Balzo (1283-1319), conte di Soleto e siniscalco di Napoli e di Jacopa della Marra;
- Guido Orsini, primo conte di Pitigliano (morto dopo il 1348), sposò Agostina della Gherardesca, dalla quale ebbe figli;
- Giovanna Orsini, sposò nel 1334 Nicolò Caetani conte di Fondi da cui ebbe figli.